# Orconte (Fluss)
Der Orconte ist ein Fluss in Frankreich, der im Département Marne in der Region Grand Est verläuft. Er entspringt im Waldgebiet Forêt Domaniale de Trois-Fontaines in der Gemeinde Trois-Fontaines-l’Abbaye, entwässert generell in westlicher Richtung und mündet nach rund 31 Kilometern im Gemeindegebiet von Frignicourt als rechter Nebenfluss in die Marne. Im Unterlauf quert der Orconte den Canal entre Champagne et Bourgogne der hier die Marne als Seitenkanal begleitet.

## Orte am Fluss
(Reihenfolge in Fließrichtung)
- Saint-Vrain
- Orconte
- Matignicourt-Goncourt
- Bignicourt-sur-Marne